# Carlo Sabadini
Carlo Sabadini (Verona, 30 dicembre 1914 – ...) è stato un calciatore italiano, di ruolo centrocampista.

## Carriera
Con la maglia del Verona disputa nove campionati, per un totale di 156 presenze ed 8 reti, di cui sette in Serie B con 118 presenze e 6 reti tra i cadetti.

## Palmarès

### Club

#### Competizioni nazionali
- Serie C: 1

Verona: 1942-1943